# Savonnières-en-Perthois
Savonnières-en-Perthois ist eine französische Gemeinde mit 400 Einwohnern (Stand: 1. Januar 2022) im Département Meuse in der Region Grand Est. Sie gehört zum Arrondissement Bar-le-Duc und zum Kanton Ancerville.
Nachbargemeinden sind Aulnois-en-Perthois im Norden, Stainville im Nordosten, Juvigny-en-Perthois im Südosten, Brauvilliers im Süden, Narcy im Südwesten und Cousances-les-Forges.

## Geschichte und Bevölkerungsentwicklung
Im Jahr 859 hielt sich König Lothar II. mit weiteren fränkischen Adligen anlässlich einer Synode der westfränkischen Bischöfe "in villa Saponarias" auf.
| Jahr      | 1962 | 1968 | 1975 | 1982 | 1990 | 1999 | 2008 | 2015 |
| --------- | ---- | ---- | ---- | ---- | ---- | ---- | ---- | ---- |
| Einwohner | 548  | 510  | 456  | 476  | 458  | 461  | 478  | 419  |

## Wirtschaft
Der Kalkstein Savonnières stammt vorwiegend aus Savonnières-en-Perthois. Er wurde unter Tage in der Carriere de l'Espérance abgebaut und in der Nachkriegszeit des Ersten Weltkriegs auf einer mit Deutz-Benzol-Loks betriebenen Feldbahn vom Bergwerk zum Bahnhof gebracht.